# Detroit Electric SP:01
El Detroit Electric SP:01 es un deportivo eléctrico descapotable de altas prestaciones fabricado por la compañía Detroit Electric.

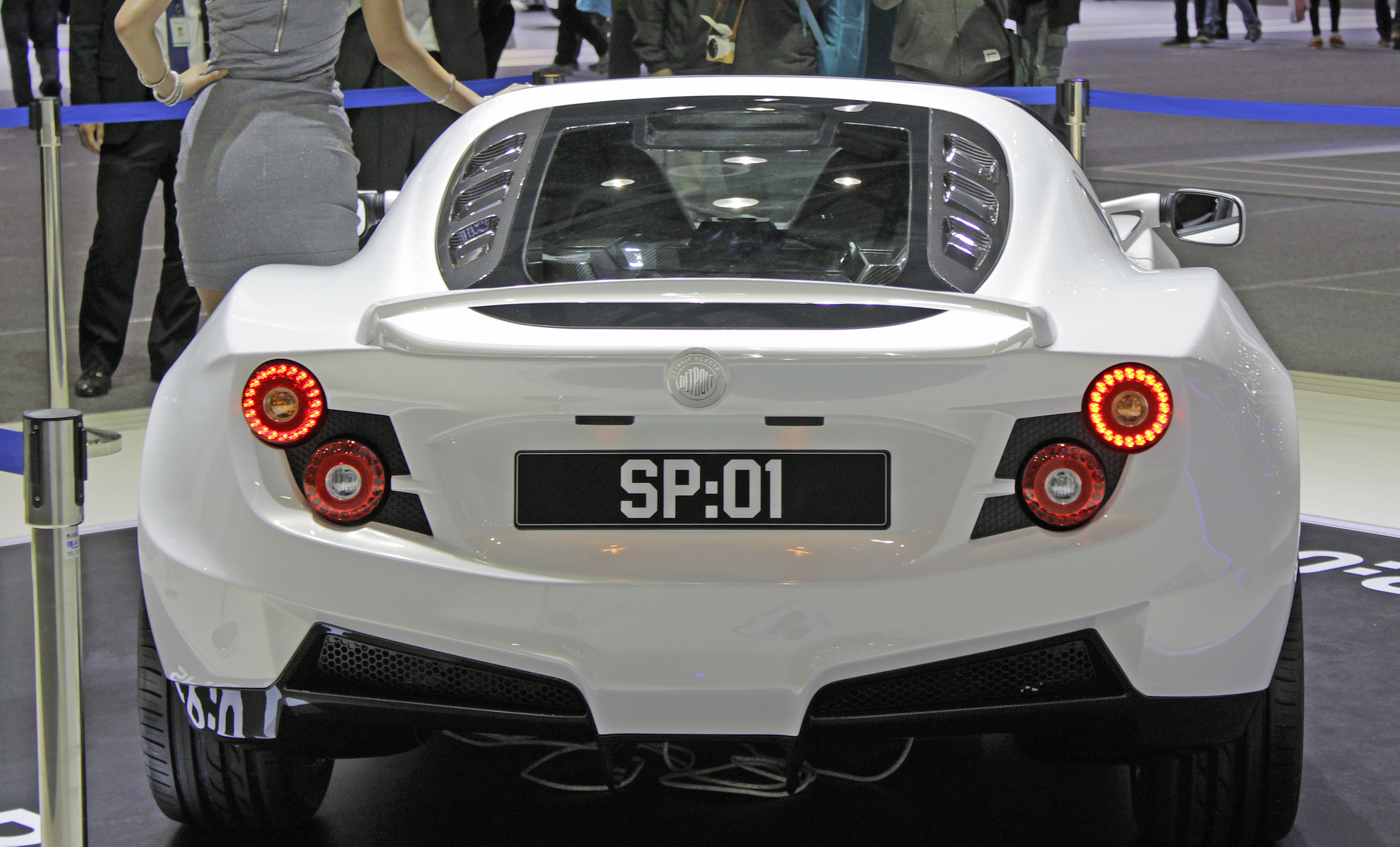

## Vista general
El SP:01 es un descapotable biplaza de altas prestaciones en la categoría de automóvil deportivo basado en el Lotus Elise. Existirán dos versiones; una menos potente, Pure, de 204 CV y otra más potente, Performance, de 285 CV. Detroit Electric empezará su construcción a finales de 2015 y serán distribuidos a principios de 2016, con una producción limitada a 999 unidades. Su precio de venta será de unos 135.000 dólares.

## Diseño
El SP:01 tiene unas dimensiones de 3338 mm de largo, 1751 mm de ancho y 1117 mm de altura. Su masa es de 1155 kg o de 1175 kg dependiendo de la versión. La carrocería es de fibra de carbono.
Equipa una planta motriz de un motor de 150 kW o 210 kW de potencia. El par motor de ambos modelos es de 280 N·m. El motor está conectado al eje trasero por medio de una reductora simple en la versión Pure, y por medio de una caja de cambios manual de 4 velocidades o automática de 2 velocidades en la versión Performance.
El sistema de almacenamiento es mediante paquete de baterías del tipo Li-ion  cuya capacidad total es de 37 kWh. El tiempo de recarga estimado es de cuatro horas y media en un punto de recarga rápida y de ocho en la red doméstica.

## Prestaciones
La versión Pure acelera de 0 a 100 km/h en 5,6 segundos, mientras que la versión Performance acelera de 0 a 100 km/h en 3,9 segundos. Sus velocidades máximas están limitadas electrónicamente a 170 km/h en el modelo Pure y 250 km/h en el modelo Performance. En ambas versiones las baterías proporcionan una autonomía de 288 km en ciclo NEDC.